# Rete tranviaria di Amsterdam
La rete tranviaria di Amsterdam (in olandese Amsterdamse Tram) è la rete tranviaria che serve la città olandese di Amsterdam. È stata inaugurata nel 1875 e dal 1943 è gestita dalla GVB, una società municipale che gestisce anche la metropolitana e le reti di autobus e di traghetti della capitale olandese. Si tratta della più grande rete tranviaria olandese, oltre ad una delle più grandi di tutta l'Europa.
I tram, che circolano su binari a scartamento ordinario (1.435 mm), dal 1900 sono alimentati dall'elettricità a 600 V in corrente continua. Ai capolinea di quasi tutte le linee è presente un anello, in modo che il tram possa fare manovra e vengano quindi utilizzati tram unidirezionali. L'unica eccezione è la stazione di Amstelveen Binnenhof, al termine della linea 5, che deve essere forzatamente operata con tram bidirezionali.
È composta da 14 linee. La flotta è composta da 200 tram, 24 dei quali sono bidirezionali per l'utilizzo sulla linea 5.
Per i viaggi è utilizzabile una smart card contactless, la OV-chipkaart, utilizzabile oltre che sulla rete tranviaria di Amsterdam, su tutti i trasporti pubblici terrestri di linea dei Paesi Bassi.

## Linee

Current system map

### Linee attuali
Al 2021 le linee che compongono la rete tranviaria di Amsterdam sono:
- 1 - Centraal Station - Leidseplein - Surinameplein - Station Lelylaan - Osdorp De Aker (Matterhorn)
- 2 - Centraal Station - Leidseplein - Hoofddorpplein - Nieuw Sloten (Oudenaardeplantsoen)
- 3 - Zoutkeetsgracht - Museumplein - Ceintuurbaan - Muiderpoortstation
- 4 - Centraal Station - Frederiksplein - Station RAI
- 5 - Centraal Station - Leidseplein - Museumplein - Station Zuid - Amstelveen (Binnenhof)
- 7 - Sloterpark - Leidseplein - Weesperplein - Azartplein
- 12 - Station Sloterdijk - Museumplein - Ceintuurbaan - Amstelstation
- 13 - Centraal Station - Rozengracht - Mercatorplein - Geuzenveld (Lambertus Zijlplein)
- 14 - Sloterpark - Rozengracht - Dam - Plantage - Flevopark
- 17 - Centraal Station - Rozengracht - Kinkerstraat - Station Lelylaan - Osdorp (Dijkgraafplein)
- 19 - Sloterdijk - Leidseplein - Weesperplein - Alexanderplein - Watergraafsmeer - Diemen Sniep
- 24 - Centraal Station - Vijzelstraat - VU Medisch Centrum.
- 25 - Station Zuid - Buitenveldert - Amstelveen Westwijk
- 26 - Centraal Station - Rietlandpark - Piet Heintunnel - IJburg (IJburglaan)
- 27 - Surinameplein - Station Lelylaan - Osdorp (Dijkgraafplein)

### Linee non in uso
I numeri 6, 8, 11, 15, 16, 18, 19, 20, 21, 22, 23, 25 e 27 sono appartenuti nel passato ad alcune linee che ora non esistono più. Ecco una breve lista di queste linee:
- Il percorso 6 è esistito dal 1901 al 1942 (e come collegamento per lo stadio fino al 1958) e dal 1977 fino al 2006. Durante il periodo fra il 1901 e il 2006 sono esistite diverse linee con questo numero. L'ultima andava dal VU Medisch Centrum a Plantage Parklaan, via Leidseplein.
- Il percorso 8 è esistito dal 1905 al 1942 e attraversava il quartiere Jodenbuurt (Centraal Station - Nieuwmarkt - Waterlooplein - Weesperstraat - Rivierenbuurt).
- La linea 9 è esistita dal 1903 al 22 luglio 2018, andava dalla stazione centrale a Diemen Sniep  (fino al 1990 arrivava a Watergraafsmeer). La linea è stata per la maggior parte rimpiazzata dalla linea 19, che invece di avere il capolinea a Centraal Station corre verso Sloterdijk, e presenta sul suo percorso diversi interscambi verso Centraal Station.
- 10 - Van Hallstraat - Leidseplein - Weesperplein - Rietlandpark - Java-eiland (Azartplein)
- L'11 è esistito dal 1905 al 1944, dal 1949 al 1955 e dal 1993 al 1996 (come scorciatoia per la linea 1). Il numero viene attualmente utilizzato per i tram in occasione di eventi speciali.
- Il 15 è stato usato dal 1913 al 1932 e dal 1936 al 1937.
- 16: Centraal Station - Vijzelstraat - Museumplein - De Lairessestraat - Amstelveenseweg - VU Medisch Centrum.
- La linea 18 è stata utilizzata dal 1913 al 1951.
- Il percorso 20 è esistito dal 1922 al 1932, dal 1991 al 1993 (diramazione) e come tram "circolare" (partiva dalla stazione centrale e percorreva alcune zona di interesse turistico per poi tornare alla stazione) dal 1997 al 2002. Durante l'intero periodo di funzionamento ha servito tre linee differenti.
- Il percorso 21 era una linea utilizzata con i cavalli dal 1921 al 1925 e successivamente con i tram elettrici dal 1928 al 1931.
- Il 22 è esistito dal 1921 al 1944.
- Il 23 è stato utilizzato dal 1921 al 1944 (come trasporto per lo stadio fino al 1958).
- La linea 28 non è mai stata utilizzata per un tram ad Amsterdam.
- Allo stesso modo la linea 29 non è mai stata utilizzata, ma entrambe hanno i propri colori per un possibile uso futuro.
- Il numero 30 viene utilizzato dall'Electric Tramway Museum Amsterdam (Haarlemmermeerstation - Amstelveen - Bovenkerk).
- La linea S era in servizio tra 1948 e 1949 per il trasporto di passeggeri fra Centraal Station e Amstelstation, per rendere Amstelstation e il treno per Utrecht più accessibile dopo la guerra. Questa linea non aveva un colore identificativo ma solo la lettera S frontalmente.

### Colori utilizzati
In seguito all'elettrificazione della rete, a tutte le linee viene assegnato un numero e una combinazione di colori. A fianco del numero viene posto un quadrato di modo che le persone possano riconoscere il tram anche senza poter leggere il numero. I colori sono stati utilizzati anche in altre città olandesi (L'Aia, Rotterdam, Utrecht) ma solo ad Amsterdam è rimasto tutt'oggi.
I colori consistono in una combinazione di 1 o 2 colori (rosso, verde, giallo, blu e bianco). Non sono ammesse tutte le combinazioni: ad esempio verde-blu e giallo-bianco non sono usati a causa del poco contrasto fra i colori. Il quadrato che contiene i colori più essere diviso orizzontalmente, verticalmente o obliquamente.
Attualmente l'utilizzo dei colori permette un totale di 38 combinazioni. Il quadrato colorato è posizionato ancora tutt'oggi sulla parte anteriore del tram, accanto al numero della linea.

## Sedi e depositi
La sede originaria dell'AOM (Amsterdamsche Omnibus Maatschappij), il primo gestore della rete tranviaria, era in Stadhouderskade 2. Successivamente, nel 1923 la GTA stabilì la nuova sede presso un edificio all'angolo fra Overtoom e Stadhouderskade 1. Nel 1983 la GVB la spostò di nuovo a Scheepvaarthuis, in Prins Hendrikkade 108. Nel 2004 la sede viene nuovamente spostata in un edificio moderno vicino alla stazione ferroviaria di Sloterdijk.
Esistono due depositi principali: Havenstraat (Oud-Zuid), che è stato inaugurato nel 1914, e Lekstraat (Rivierenbuurt), costruito fra il 1927 e il 1929. Il 12 luglio 2010 i due depositi vennero uniti e quello di Lekstraat viene usato solo come magazzino. La manutenzione viene effettuata ad Havenstraat.
Da maggio 2005 la rete tranviaria ha anche un deposito a Zeeburgereiland (un'isola ad est di Amsterdam). Questo deposito è stato costruito in particolare per la linea 26 a causa della mancanza di spazio a Lekstraat, ma anche per diminuire i tempi di turnaround.

## Materiale rotabile
| Immagine | Numero di serie                                                                                               | Costruttore | Numero tram costruiti (numero tram in servizio) | Consegna                                                                                         | Sfruttamento  |
| -------- | --- | ----------- | ----------------------------------------------- | ------------------------------------------------------------------------------------------------ | ------------- |
|          | Serie 11G 901-920                                                                                             | BN          | 20 (20)                                         | 901, 903: 1989 902, 904-920: 1990                                                                | 1990 - in uso |
|          | Serie 12G 817-841                                                                                             | BN          | 25 (25)                                         | 817: 1990 818-841: 1991                                                                          | 1991 - in uso |
|          | Combino serie 13G / C1 / C1A C1: 2001-2130, 2145-2151 C1A: 2131-2144 (con sistema ATB per il Piet Heintunnel) | Siemens     | 151 (151)                                       | 2001: 2001 2002-2048, 2051-2013: 2002 2049-2050, 2054-2124: 2003 2125-2147: 2004 2148-2151: 2005 | 2002 - in uso |
|          | Combino serie 14G / C2A C2A: 2201-2204                                                                        | Siemens     | 4 (4)                                           | 2201-2204: 2002                                                                                  | 2002 - in uso |